# 福元町
福元町（ふくもとちょう）は、愛知県瀬戸市菱野連区の町名。丁番を持たない単独町名である。

## 地理
- 瀬戸市の南西部に位置する[8]。西を菱野町、北を東赤重町、東を瀬戸口町・幡山町、南を羽根町・西脇町と隣接している[8]。
- 北部を県道が通り、工場・住宅の建設も盛ん[8]。

### 河川
- 矢田川（山口川）[8] ： 町の南端、羽根町・西脇町との町境を西流している。

- 矢田川（福元町・羽根町境）

### 学区
市立小・中学校に通う場合、学区は以下の通りとなる。また、公立高等学校普通科に通う場合の学区は以下の通りとなる。
| 番・番地等 | 小学校               | 中学校             | 高等学校 |
| ---------- | -------------------- | ------------------ | -------- |
| 全域       | 瀬戸市立幡山西小学校 | 瀬戸市立幡山中学校 | 尾張学区 |

## 歴史

### 町名の由来
町名設定の際、旧菱野村字福元の字名を採って名付けられたと推察される。

### 沿革
- 1978年（昭和53年）12月26日 - 瀬戸市大字菱野字中島・宮前・東島・米泉・仲切・二本木・福元・山字の各一部により、同市福元町として成立[2]。

## 世帯数と人口
2024年（令和6年）2月1日現在の世帯数と人口は以下の通りである。
| 町丁   | 世帯数  | 人口  |
| ------ | ------- | ----- |
| 福元町 | 460世帯 | 877人 |

### 人口の変遷
国勢調査による人口の推移
| 1995年（平成7年）  | 519人 | [ 12 ] |  |
| 2000年（平成12年） | 666人 | [ 13 ] |  |
| 2005年（平成17年） | 777人 | [ 14 ] |  |
| 2010年（平成22年） | 821人 | [ 15 ] |  |
| 2015年（平成27年） | 895人 | [ 16 ] |  |
| 2020年（令和2年）  | 861人 | [ 17 ] |  |

### 世帯数の変遷
国勢調査による世帯数の推移。
| 1995年（平成7年）  | 184世帯 | [ 12 ] |  |
| 2000年（平成12年） | 278世帯 | [ 13 ] |  |
| 2005年（平成17年） | 348世帯 | [ 14 ] |  |
| 2010年（平成22年） | 373世帯 | [ 15 ] |  |
| 2015年（平成27年） | 418世帯 | [ 16 ] |  |
| 2020年（令和2年）  | 423世帯 | [ 17 ] |  |

## 交通

### 鉄道
町内に鉄道は走っていない。最寄り駅は愛知環状鉄道・愛知環状鉄道線瀬戸口駅になる。

### バス
名鉄バス「本地ヶ原線」
- 【35】名鉄バスセンター - 引山 - 四軒家 - 本地ヶ原 - 菱野団地 系統が走っているが、町内にバス停はない。最寄りのバス停は、瀬戸口町バス停になる。

瀬戸市コミュニティバス「上之山線」
- 瀬戸駅前 - 文化センター - 山口駅 - サンヒル上之山 - 八草駅 系統

瀬戸市コミュニティバス「本地線」
- 陶生病院 - 瀬戸口駅 - 愛知医大 系統

以上、2路線共通 ： 瀬戸グリーンセンターバス停
- 瀬戸グリーンセンターバス停

### 道路
愛知県道22号瀬戸環状線 ： 町の北部を東西に通っている。

## 施設
- memorytree瀬戸保育園 ： 2020年（令和2年）4月開園の認可保育所[18]。保育対象年齢は0歳児から2歳児で、2022年（令和4年）5月1日現在の園児数は53人、職員数は24人[19]。
- 福元町ちびっこ広場 ： 町の中央部にある小さな公園。ブランコ・すべり台・鉄棒がある。

- memorytree瀬戸保育園
- 福元町ちびっこ広場

## その他

### 日本郵便
- 郵便番号 : 489-0935[6]（集配局：瀬戸郵便局[20]）。